# シリーズ7/ザ・バトル・ロワイアル
『シリーズ7/ザ・バトル・ロワイアル』（英: Series 7: The Contenders）は、2001年のアメリカ映画。サンダンス映画祭で上映された。

## ストーリー
アメリカで視聴率NO.1の人気リアリティ番組『ザ・コンテンダーズ』。それは、抽選で選んだ一般市民に武器を与えて殺し合いをさせるというものだった。現チャンピオンのドーンは次のシリーズ7で勝てばこの殺人ゲームから脱出できるのだが…。

## キャスト
| 役名         | 俳優                         | 日本語吹替 |
| ------------ | ---------------------------- | ---------- |
| ドーン       | ブルック・スミス             | むたあきこ |
| コニー       | メアリールイーズ・バーク     | 沢田敏子   |
| ジェフ       | グレン・フィッツジェラルド   | 神奈延年   |
| トニー       | マイケル・ケイチェック       | 境賢一     |
| フランクリン | リチャード・ヴェンチャー     | 藤本譲     |
| リンジー     | メリット・ウェヴァー         | 柳沢真由美 |
| シーラ       | ドナ・ハノーヴァー           |            |
| ドリア       | アンジェリーナ・フィリップス | 湯屋敦子   |
| ローラ       | ジェニファー・ファン・ダイク |            |

- その他の声の吹き替え：磯西真喜／村竹あおい／矢嶋俊作／佐々木健／西前忠久／若本規夫／幸田夏穂

## 類似作品
- バトル・ロワイアル
- 監獄島